# Хиперинфлација
Хиперинфлација је инфлација која је потпуно ван контроле, стање када цене веома брзо расту док валута губи своју вредност. Ниједна од дефиниција хиперинфлације није опште прихваћена. Према једној дефиницији, хиперинфлација је случај када је инфлација више 20% или 30% на месечном нивоу.

## Особине
Књига Филипа Кагана (Phillip Cagan) Монетарна динамика хиперинфлације (The Monetary Dynamics of Hyperinflation) из 1956. године, сматра се првом озбиљнијом студијом хиперинфлације и њених ефеката. У њој, Каган је хиперинфлацију дефинисао као месечну стопу инфлације од најмање 50%.
Међународни рачуноводствени стандард описује четири знака да је у економији можда дошло до хиперинфлације:
1. Становништво углавном настоји да своју имовину чува у не-валутном облику или у релативно стабилној страној валути. Сав новац у локалној валути се одмах троши док му није пала његова куповна моћ.
2. Становништво цене углавном прерачунава, иако изражене у домаћој валути, у односу на страну стабилнију валуту. Цене се понекад чак и изражавају у страној стабилнијој валути, иако се роба наплаћује у њеној противвредности у домаћој валути.
3. Продаје и куповине на кредит постају све омиљенији зато што инфлација умањује вредност рата.
4. Камате, плате и цене се везују за ценовни индекс, и кумулациона стопа инфлације, у року од три године, достиже или прелази 100%.

Стопе инфлације од неколико стотина процената месечно су се више пута могле видети. Неки од екстремних случајева су:
- Немачка 1926. године, када је стопа инфлације била 3,25 · 106 % месечно (цене су се дуплирале сваких 49 сати).
- Грчка током нацистичке окупације (1941-1944) са 8,55 · 109 % месечно (цене су се дуплирале сваких 28 сати).
- Најозбиљнији познати инцидент инфлације се десио у Мађарској након завршетка Другог светског рата (1945) са 4,19 · 1016 % месечно (цене су се дуплирале сваких 15 сати).
- СР Југославија је претрпела инфлацију од 5 · 1015 % месечно (цене су се дуплирале сваких 16 сати) у периоду од 1. октобра 1993. до 24. јануара 1994. године.

## Хиперинфлација широм света
Државе које су биле погођене хиперинфлацијом:
- Ангола - прошла је кроз најгору хиперинфлацију у периоду од 1991. до 1995. године, када је новчаница са највишом деноминацијом била 50.000 кванзи. До 1994. године, новчаница са највишом деноминацијом је била 500.000 кванзи. Током валутних реформи у тој земљи 1995. године, 1 кванза реајустадо је мењана за 1.000 старих кванзи. Највећа новчаница 1995. године је била од 5.000.000 кванзи реајустадо. Током валутне реформе 1999. године, за 1 нову кванзу се могло добити 1.000.000 кванзи реајустадо. Коначни резултат хиперинфлације: 1 нова кванза = 1.000.000.000 (милијарду) кванзи од пре 1991. године.
- Аргентина - пролазила је кроз умерену хиперинфлацију од 1975. до 1991. године. Почетком 1975. године, новчаница са највишом деноминацијом је била она од 1.000 пезоса. Крајем 1976. године, највећа новчаница је била од 5.000 пезоса. Почетком 1979. године, највећа новчаница је била од 10.000 пезоса. До краја 1981. године, највећа новчаница је била од 1.000.000 пезоса. Током валутних реформи из 1983. године, 1 аргентински пезос је мењан за 10.000 пезоса. Током валутних реформи из 1985. године, 1 аустрал је мењан за 1.000 пезоса аргентино. Током валутних реформи из 1992. године, 1 нови пезос је мењан за 10.000 аустралоса. Коначни резултат инфлације: 1 нови пезос = 100.000.000.000 (сто милијарди) пезоса од пре 1983. године.
- Аустрија - између 1921. и 1922. године, инфлација у Аустрији је достигла 134%.
- Белорусија
- Боливија
- Босна и Херцеговина
- Бразил
- Грузија
- Грчка
- Заир
- Зимбабве 2000.
- Израел
- Јапан
- Југославија 1992-1993
- Кина
- Мадагаскар
- Мађарска
- Мексико
- Немачка
- Никарагва
- Перу - прошао је кроз највећу инфлацију у периоду 1984-1990. Највећа новчаница 1984. је била 50.000 сола. Већ 1985. је то била 500.000.
- Пољска
- Република Српска
- Република Српска Крајина - прошла је кроз највећу инфлацију 1993. године. 1992. је највећа новчаница била она од 50.000 (педесет хиљада) динара. Већ 1993. године, највећа новчаница је била од 50.000.000.000 (50 милијарди) динара.
- Румунија
- Русија
- Сједињене Америчке Државе
- Слободни град Данзиг
- Тајван
- Турска
- Украјина
- Чиле

- Поштанске марке из истог периода, пар дана раније. 400.000.000 свака.
- Новчаница од 1000 марака, прештампана црвеном бојом са 1.000.000.000 (милијарду) марака, која је била у употреби у Немачкој током хиперинфлације 1923. године.
- Поштанске марке Вејмарске Немачке током хиперинфлације у тој земљи, раних 20-их година 20. века.
- 100.000 украјинских карбованета (били у употреби од 1992. до 1996. године). 1996. године су избачени из употребе и заменила их је хривна, која је тада била вредности 100.000 карбованзи = 1 хривна (око 0,50 USD у то доба тј. око 0,20 USD из 2007. године). Ово долази као просечна стопа инфлација од око 1400% месечно, у периоду од 1992. до 1996. године.
- У време хиперинфлације, злато је извор вредности који се не може потрошити.